# Cleora extendata
Cleora extendata là một loài bướm đêm trong họ Geometridae.